# Candida (Italia)
Candida es uno de los 119 municipios o comunas ("comune" en italiano) de la provincia de Avellino, en la región de Campania. Con cerca de 1.129 habitantes, según censo de 2006, se extiende por una área de 5,43 km², teniendo una densidad de población de 207,92 hab/km². Hace frontera con los municipios de Lapio, Manocalzati, Montefalcione, Parolise, Pratola Serra, y San Potito Ultra.

## Historia
Hacia el siglo IX d. C.: no se tenía documentación sobre la existencia de alguna población en Candida.

## Edificios de interés
- El monasterio de San Agustín
- El monasterio de Montevergine
- La iglesia colegiata.
- El castillo

## Evolución demográfica
| Gráfica de evolución demográfica de Candida entre 1861 y 2001 |
|                                                               |
| Fuente ISTAT - elaboración gráfica de Wikipedia               |